# Derecho Internacional, Comunidad y Unión Europea
Derecho Internacional, Comunidad y Unión Europea es un libro de ensayo publicado en 1986 escrito por Vicente Blanco Gaspar para desarrollar las ideas sobre la supranacionalidad generadas durante su estancia en la Universidad de Harvard con el profesor Louis B. Sohn.

## Historia
Vicente Blanco Gaspar realizó una estancia de investigación en la Universidad de Harvard, con el jurista Louis B. Sohn, uno de los impulsores pioneros a nivel mundial del sistema de voto ponderado y la supranacionalidad, tema que Blanco expone en el Derecho Internacional, Comunidad y Unión Europea. El libro desarrolla las ideas sobre el derecho supranacional como una tendencia en la que los estados trasladan los centros de decisión a organismos intraestatales como la Unión Europea.
Se contrapone la historia del derecho internacional occidental con la tradición del derecho internacional en otros entornos como China, los países árabes o la Unión Soviética entre otros. Realiza un análisis comparado del derecho internacional público para desgranar su evolución hacia el derecho supranacional. Propone una integración del derecho internacional público con el derecho internacional privado, por lo menos a nivel jurídico mediante la homogeneización, mostrando los problemas globales del entramado jurídico local.
La evolución de la Comunidad Europea hacia la Unión Europea en el caso de estudio que sirve para exponer un ejemplo de las ideas propuestas. Aquí el derecho internacional público evolucionó y permitió la aparición de las normativas supranacionales, el derecho de la Unión Europea y la supranacionalidad.
El catedrático de derecho internacional de la Universidad de Harvard Louis B. Sohn dijo que esta obra “es asombrosa por su amplio campo de visión, su tratamiento novedoso de temas tradicionales y su filosofía de base. Es una excelente suma de una variedad de temas bajo un concepto unitario. El crecimiento del derecho internacional en diversas direcciones nuevas. Es una Opus Magnum de gran estímulo.”